# پرویز دوامی
پرویز دوامی (۱۱ خرداد ۱۳۲۰، تهران -)، استاد دانشکده مهندسی و علم و مواد دانشگاه صنعتی شریف و از اعضای پیوستهٔ فرهنگستان علوم ایران است. وی یکی از چهره‌های ماندگار و دارای نشان درجهٔ یک دانش است و در دانشگاه لیدز تحصیل کرده‌است.

## تحصیلات
پرویز دوامی، مدرک کارشناسی خود را در رشتهٔ مهندسی متالورژی از دانشسرای عالی صنعتی تهران (دانشگاه علم و صنعت فعلی) و در سال ۱۳۴۴ دریافت کرد. او مدرک دکتری را در سال ۱۹۷۳ از دانشگاه لیدز در انگلستان دریافت کرد. وی از سال ۱۳۴۴ تاکنون در دانشکده مهندسی و علم مواد دانشگاه صنعتی شریف به تدریس و پژوهش اشتغال داشته و یکی از قدیمی‌ترین استادان این دانشگاه است. او همچنین از سال ۱۳۶۳ مدیرعامل مرکز پژوهش متالورژی رازی بوده و از شهریور سال ۱۳۹۲ از این مرکز جدا شده و بنیاد علوم کاربردی رازی را تأسیس کرده‌است.

## سمت‌ها
- رئیس گروه علوم مهندسی فرهنگستان علوم، ۱۳۷۱ تا ۱۳۷۳ و ۱۳۸۰ تا ۱۳۸۲.[۴]
- رئیس انجمن مهندسین متالورژی ایران، ۱۳۷۶ تا ۱۳۸۱[۱]
- رئیس هیئت اجرایی و شواری جامعه ریخته‌گران ایران، ۱۳۶۱ تا ۱۳۶۴[۱]
- مدیر عامل مرکز پژوهش متالورژی رازی، ۱۳۶۲ تا ۱۳۹۲
- رئیس هیئت مدیره بنیاد علوم کاربردی رازی، ۱۳۹۳ تا کنون[۱]
- عضو جامعه متالورژیست‌های آمریکا[۱]
- عضو هیئت تحریریه مجله International Cast Metals Research (نشریه جامعه ریخته‌گران آمریکا)، ۱۹۸۰ تا ۱۹۸۴[۱]

## سخنان
از سخنان پرویز دوامی:
- نوآوری سازنده یعنی اقدام یا فرآیندی که بر اساس تجربیات و دست‌آوردهای گذشته بنا شده و چیزی بر آنچه که بوده افزوده شده؛ و نوآوری تخریبی، یعنی نفی دست‌آوردهای گذشتگان و انجام کاری نو بدون توجه به آنچه که در حقیقت میراث مشترک بشری است.[۵]

## جوایز و افتخارات
جوایز و افتخارات پرویز دوامی:
- عضو پیوستهٔ فرهنگستان علوم ایران[۶]
- چهره‌های ماندگار[۲]
- نشان درجهٔ یک دانش[۳]
- برگزیده پنجمین دوره جایزه علمی علامه طباطبایی بنیاد ملی نخبگان

## آثار
پرویز دوامی، ۹ کتاب، ۷۳ مقالهٔ انگلیسی و ۱۷۱ مقالهٔ فارسی نوشته‌است. او همچنین ۲ حق امتیاز (Patent) ثبت شده دارد. برخی عناوین مقاله‌های او عبارتست از:
- شبیه‌سازی عیوب انقباضی متمرکز
- شبیه‌سازی نفوذ مذاب بین دندریتی در آلیاژهای خمیری
- مدل‌سازی انجماد سریع در افشانش گازی فلزات مذاب
- پژوهش و توسعه در صنعت و نارسایی‌ها در ایران
- شبیه‌سازی ترکهای گرم در فرایند انجماد
- بهینه‌سازی طراحی سیستم تغذیه گذاری در فرایند شکل ریزی در قالبهای ماسه ای
- شبیه‌سازی خواص مکانیکی آلیاژ A356
- شبیه‌سازی کامپیوتری انجماد
- طراحی مدل بهینه فرایند تولید در نانو کامپوزیت‌های ریخته‌گری
- تجربه‌های پژوهش و توسعه در شرکت پارس متال